# Chiva (véhicule)
 (juillet 2025).
Si vous disposez d'ouvrages ou d'articles de référence ou si vous connaissez des sites web de qualité traitant du thème abordé ici, merci de compléter l'article en donnant les références utiles à sa vérifiabilité et en les liant à la section « Notes et références ».
Pour les articles homonymes, voir Chiva (homonymie).

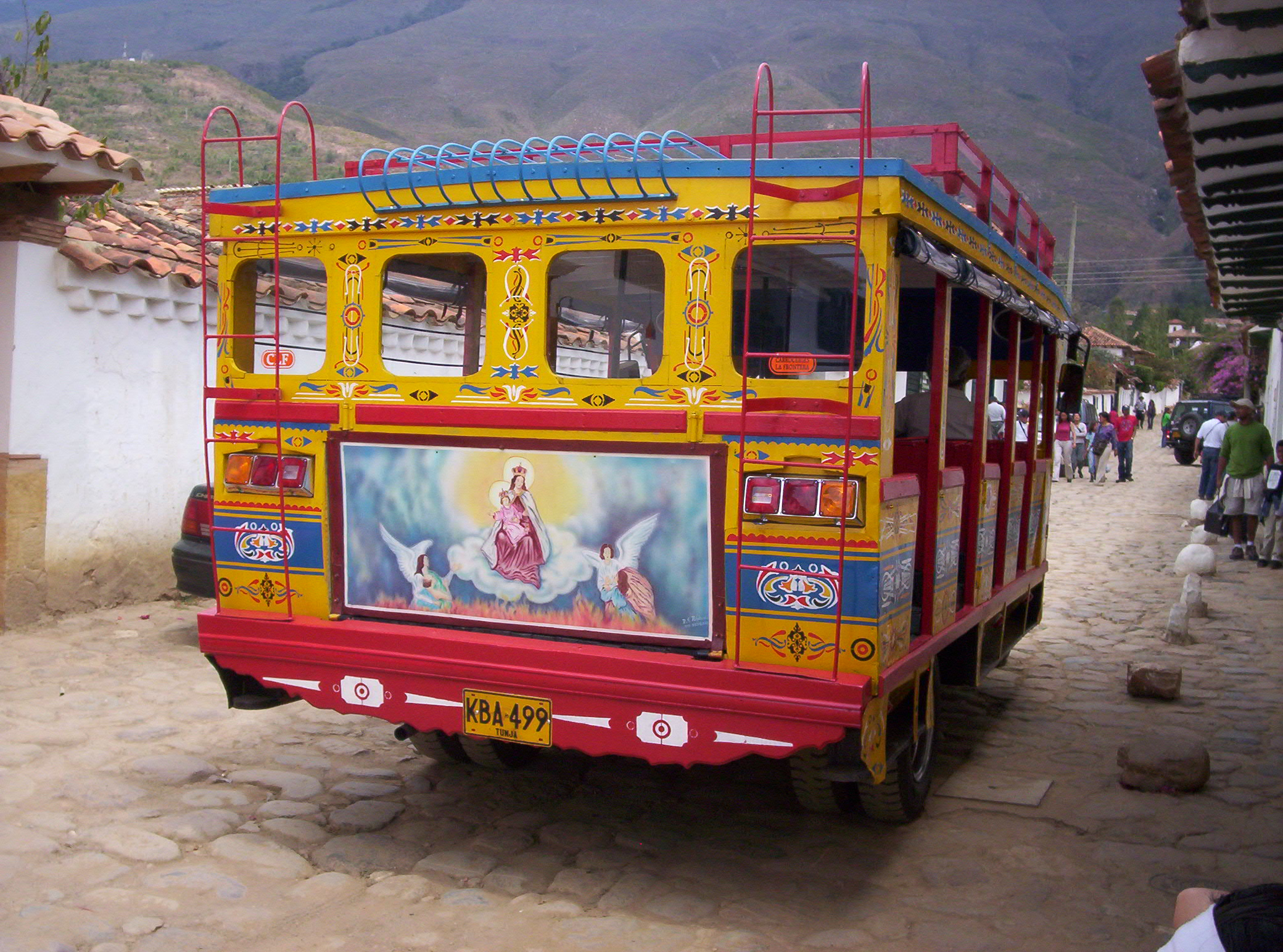
Vue arrière d'un bus chiva.

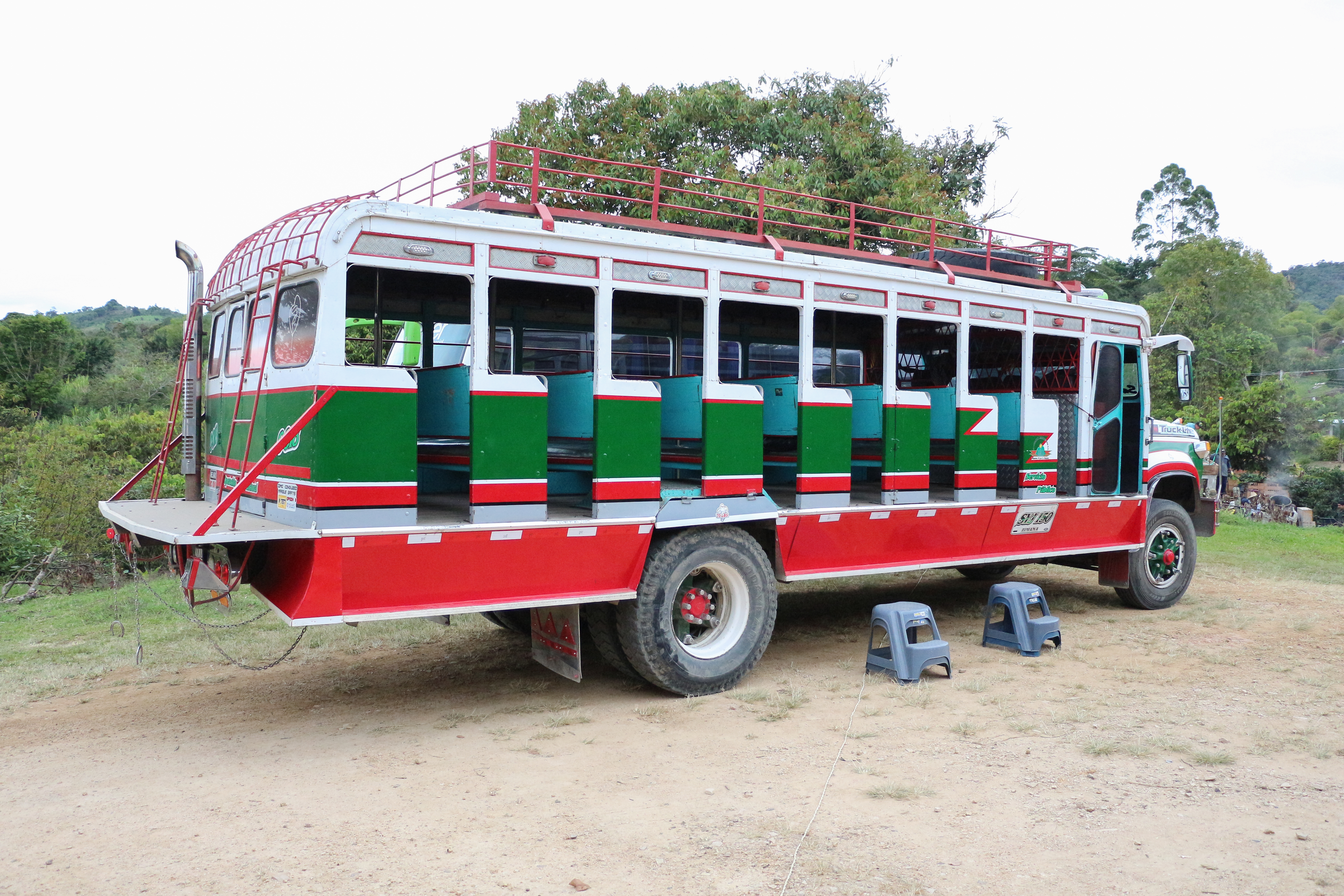
Une chiva en Colombie.

Les chivas, aussi appellées bus escalera (en français : « bus échelle ») ou camiones escalera (en français : « camion échelle ») à cause de l'échelle qui se trouve à l'arrière, ou encore líneas par les paysans à cause des différentes routes qu'ils empreintaient sont des minibus typiques colombien, équatorien et panaméen. Ils se caractérisent par leurs peintures colorées, principalement en jaune, bleu et rouge (couleurs du drapeau de la Colombie et de l'Équateur). Les fenêtres sur les côtés sont remplacées par des « portes » donnant accès à l'intérieur du bus.
Ils sont utilisés pour le transport public rural mais aussi pour le transport public urbain au Panama.

## Étymologie
Le mot Chiva date de l'époque où les services de transports sont apparut : un groupe de chauffeurs hindous mettaient une petite image de la divinité Shiva juste devant le volant, les passagers, curieux demandaient la signification et ainsi, le mot "chiva" pour désigner le bus s'est popularisé.
Selon d'autres sources, il vient du bruit des premiers klaxons qui ressemblaient au cri d'une chèvre.

## Histoire
Dans les années 1960, on voit apparaitre les premières conceptions apparaissent. La loi colombienne impose aux entreprises de transport de présenter une esquisse avec les couleurs représentant la marque, les noms des entreprises et autres.
C'est ainsi que sont approuvés les dessins de chaque entreprises ; peu après l'approbation, les chivas repartaient en atelier afin de complexifier leurs peintures et à chaque fois, les dessins devenaient plus complexes avec des figures religieuses, des paysages chers aux paysans.
En 2021, les peintres de chivas continuent de décorer les véhicules avec des dessins plus complexes, plus colorés et avec des formes et textures qui font partie de l'univers visuel.

## Description et utilisation
La chiva traditionnelle est construite à partir d'un châssis de camion avec de grandes rangées de bancs faits de bois qui vont d'un bout à l'autre et où l'on peut s'y assoir ou déposer un animal, des bagages ou des marchandises. Un des cotés du bus des fermé et l'accès ne peut se faire que par l'autre coté. À l'arrière de la chiva se trouve une échelle qui mène à la plateforme supérieure où l'on trouve une grille porte-baggage (capacete) où l'on peut mettre des marchandises et des vivres. Parfois, cette grille supérieure accueille des passagers, ce qui est puni par la loi et qualifié de "surcharge passagère".
Les couleurs des véhicules sont vives et les dessins variés, ils sont tous faits à la main pendant des semaines par des artisans spécialisés. Ces véhicules, représentatifs de la région andine, sont un héritage historique et culturel.
Il est coutume pour les propriétaires ou chauffeurs de chivas de leur donner des noms très originaux comme : «La consentida, La andariega, La siempre fiel, Mi rival, El árabe», en français : « l'affectueuse, la marcheuse, la toujours fidèle, mon rival / ma rivale, l'arabe ».
Les noms sont écrits distinctement sur le pare-brise ou sur le coté, où l'on voit aussi la ville vers laquelle ils se dirigent habituellement ou bien leur ville d'immatriculation.
Cet engin est utilisé pour les moyens de transports, le plus souvent en milieu rural. Tout y est transporté pêle-mêle : personnes, animaux vivants, bagages, denrées alimentaires, etc.
Les chivas tendent à disparaître car elles sont remplacées par un réseau de bus de plus en plus performant et par les taxis. Progressivement, elles sont passées du statut de véhicule de transport public à celui d'attraction touristique. En effet, elles sont utilisées pour que les touristes puissent visiter les villes et leurs alentours.

### Colombie
En 2006, la chiva postule dans le magazine Semana comme symbole culturel de la Colombie mais perd face au Sombrero vueltiao.
Originaires du département d'Antioquia, les chivas sont rapidement adoptées dans toute la région au cours du XXe siècle. En 1908, l'ingénieur colombien Luciano Restrepo et le mécanicien Roberto Tisnés importent un châssis étasunien et construisent à Medellín la première carrosserie. Ce premier bus était utilisé pour faire la route du centre de Medellín à la commune de El Poblado (es).
Les premiers modèles étaient très simples avec un toit en toile sur mesure et quatre bancs à l'intérieur. Les nouveaux modèles sont munis d'une sorte de grille porte-baggage sur le toit pour que les paysans puissent y mettre leur marchandise. Ils sont très communs aussi dans le Cauca et le Nariño, en particulier dans les réserves indigènes.
Dans la région Caraïbe (Santa Marta, Carthagène des Indes, Valledupar et Barranquilla) et le département Santander (Bucaramanga) les chivas sont utilisées pour leur coté divertissant, tant pour les touristes que pour les locaux en équipant les chivas de haut-parleurs et d'équipement de musique ainsi que de lumières multicolores à l'intérieur comme à l'extérieur. Les chivas ont un intérieur dégagé avec des sièges seulement aux extrémités pour pouvoir danser et profiter pendant que la chiva fait son parcours à travers les rues, devenant une discothèque ambulante. C'est une clé du tourisme pour les villes qui mettent en avant cette forme de loisir.

### Équateur
Dans certaines zones rurales de la côte, on utilise la chiva comme moyen de transport principalement à destination des touristes.
À Quito ou Guayaquil par exemple, elles servent de discothèques ambulantes où l'on danse et bois au rythme de la musique traditionnelle.

### Panama
Dans ce pays, les chivas sont des bus ruraux qui partent de la capitale Panama et ses alentours ainsi que les principales villes du pays.
Dans les années 1970, les transports urbains ont été remplacés par les diablos rojos, en français : « diables rouges ».

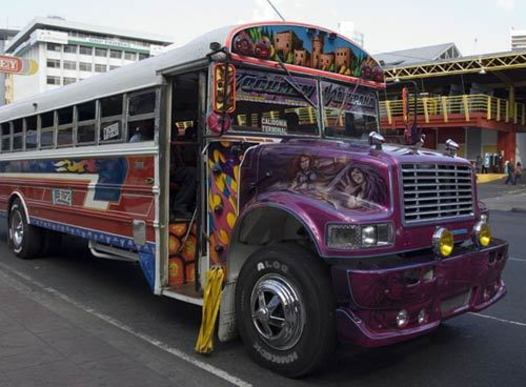
Diablos rojos.

De nos jours, leur usage est limité au transport rural et aux lieux touristiques urbains. Les chivas parranderas, en français : « chivas festives », restent très populaires.

## Evolutions
La fonction des chivas a changé progressivement : au début elles n'étaient utilisées que pour le transport puis ensuite des musiciens ont commencé à investir l'arrière des chivas, d'abord exceptionnellement, puis fréquemment, et certaines chivas sont devenues de vraies discothèques ambulantes à part entière qu'on appelle chivas parranderas ou chivas rumberas.
Plus rarement, les chivas sont des salles de classes où les enfants découvrent leur ville tout en apprenant les mathématiques, les sciences sociales, l'espagnol, les normes de comportement et politesse et les règles de circulation, entre autres.

## Documentaire
- Las Reinas de la trocha